# Macugonalia dallasi
Macugonalia dallasi är en insektsart som beskrevs av Victor Antoine Signoret 1853. Macugonalia dallasi ingår i släktet Macugonalia och familjen dvärgstritar. Inga underarter finns listade i Catalogue of Life.